# Halichoeres socialis
 Halichoeres socialis és una espècie de peix marí de la família dels làbrids i de l'ordre dels perciformes. Viu a profunditats inferiors a 1 m fins a 7 m sobre substrats de corall, sorra, runa o herba marina. S'alimenta en petites agregacions de zooplàncton i forma escoles evasives quan és amenaçada. Les femelles madures mesuren fins a 27,4 mm i el mascles, 36,4 mm. Halichoeres socialis és similar als joves de Halichoeres pictus, però es diferencia per tenir un ocel negre a la base de l'aleta caudal, absent en H. pictus jove i femení. Es troba a Belize. Va ser descrit el 2003 per John Randall i Phillip Lobel.